# Slanický ostrov (pomnik przyrody)
Slanický ostrov (pol. Słanicki Ostrów, Słanicka Wyspa) – pomnik przyrody na  słowackiej Orawie, ustanowiony w 1973 r. Powierzchnia 3,45 ha.
Obejmuje całą Słanicką Wyspę położoną na Jeziorze Orawskim, w granicach miasta Namiestów.
Pomnik powołano w celu ochrony ważnego elementu współczesnego krajobrazu jeziora, a jednocześnie pamiątki po nieistniejącej już wsi Słanica.